# Klaus Walterscheid
Klaus Walterscheid (* 1. April 1946 in Sprockhövel) ist ein deutscher Politiker (SPD). Er war von 2004 bis 2014 hauptamtlicher Bürgermeister der nordrhein-westfälischen Stadt Sprockhövel.

## Leben
Klaus Walterscheid studierte Wirtschaftswissenschaften und Soziologie an der Ruhr-Universität Bochum. Dort promovierte er 1978 in Wirtschaftswissenschaften. Ab 1975 war er an der Fernuniversität in Hagen tätig, zuletzt als Akademischer Oberrat am Stiftungslehrstuhl für Betriebswirtschaftslehre, Dozent und wissenschaftlicher Mitarbeiter von Klaus Anderseck.
Hauptamtlicher Bürgermeister Sprockhövels war er seit dem 14. Oktober 2004. Er gewann eine Stichwahl gegen den CDU-Kandidaten mit 53,6 Prozent und übernahm damit das Amt von seinem Parteigenossen Paul Gerhard Flasdieck. 2009 wurde er mit 47,4 Prozent und einem großen Vorsprung im Amt bestätigt. 2014 trat Klaus Walterscheid nicht mehr an. Sein Nachfolger als Bürgermeister von Sprockhövel wurde Ulrich Winkelmann.

## Engagement

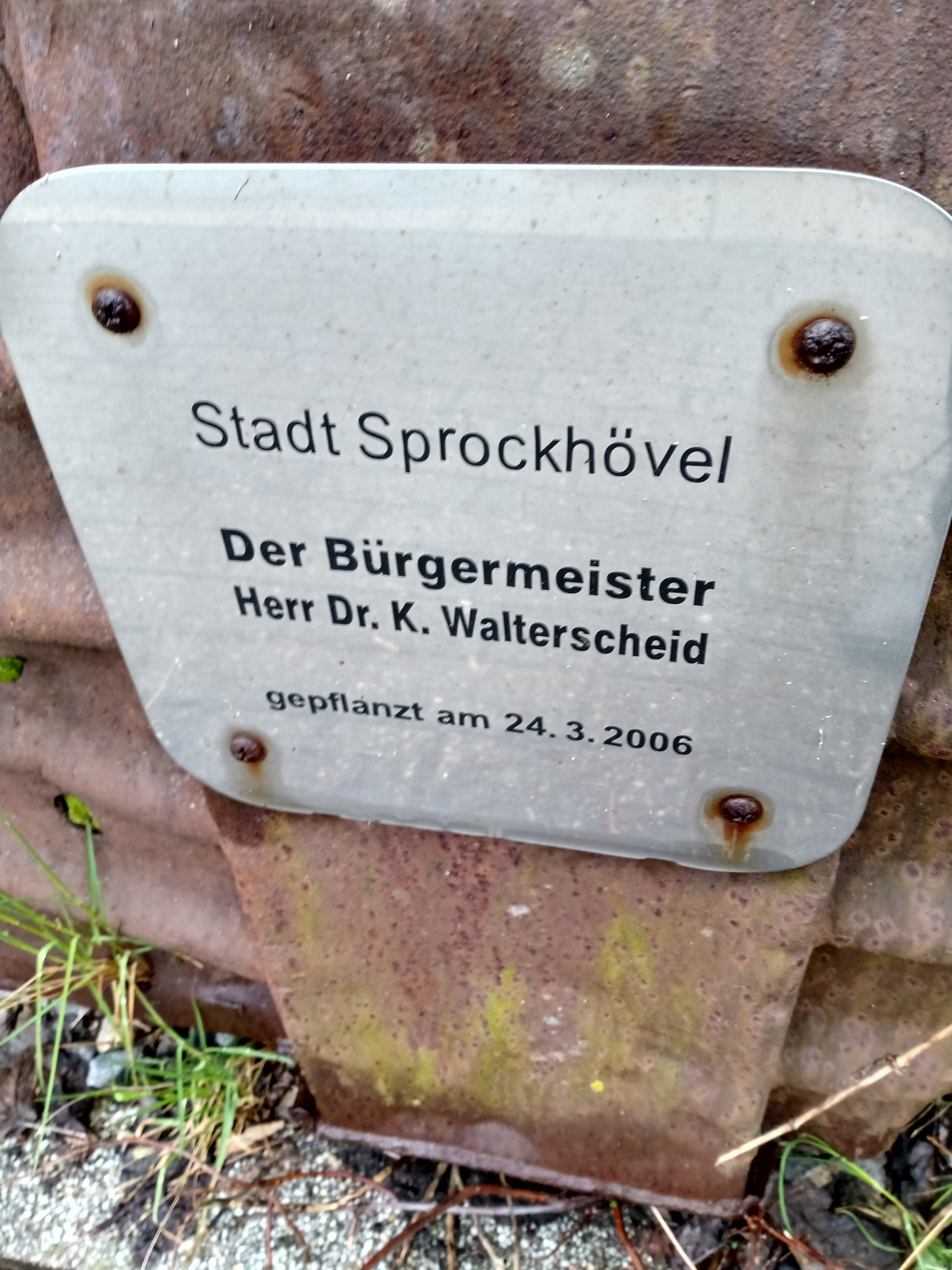
Plakette für die Widmung/Stiftung eines Pflanzenkübels an der Biologischen Station des Ennepe-Ruhr-Kreises in Ennepetal.

Er ist stellvertretendes Mitglied der Verbandsversammlung des Volkshochschulzweckverbandes Ennepe-Ruhr-Süd, stellvertretender Vertreter der Stadt für die Beschlussgremien der Stadt Gevelsberg, Mitglied des Verwaltungsrates der Stadtsparkasse Sprockhövel und Verbandsvorsitzender des Zweckverbandes Gewerbegebiet Stefansbecke. Des Weiteren ist er Mitglied im AVU-Beirat, Mitglied im kommunalen Beirat der Gelsenwasser AG, stellvertretendes Mitglied in der Gesellschafterversammlung der VER, Mitglied der Gesellschafterversammlung der VHS-Tochter DIA und Mitglied des Verwaltungsrates der Westfälisch-Lippischen Versorgungskasse, Vertreter der Stadt Sprockhövel in der Mitgliederversammlung des Städte- und Gemeindebunds NRW, Mitglied in der Bezirksarbeitsgemeinschaft Arnsberg des Städte- und Gemeindebunds NRW, Vertreter der Stadt Sprockhövel für den Aufsichtsrat und die Gesellschafterversammlung der EN-Agentur und Vorsitzender des Stiftungskuratoriums der Lebenshilfe EN/Hagen.

## Veröffentlichungen
Klaus Walterscheid veröffentlichte Monographien, Fachbeiträge, Diskussionspapiere und journalistische Beiträge zur Wirtschaftstheorie, Wirtschaftspädagogik und Gründungslehre.
- Soziales Gleichgewicht als Kern der Lebensqualität – Der Beitrag der Nationalökonomie. Studienverlag Brockmeyer, Bochum 1979. ISBN 3-88339-063-1.
- Gründungsforschung und Gründungslehre. Zwischen Identitätssuche und Normalwissenschaft. Gabler, Wiesbaden 2005, ISBN 3-8244-8258-4 (als Herausgeber gemeinsam mit Klaus Anderseck)